# Life's Aquarium
Life's Aquarium è il quarto album in studio del gruppo musicale statunitense Mint Condition, pubblicato il 16 novembre 1999.

## Tracce
1. Touch That Body – 4:52 (Ricky Kinchen, Stokley Williams)
2. Be Like That Sometimes – 4:48 (Keri Lewis)
3. Pretty Lady (feat. Charlie Wilson) – 4:16 (Ricky Kinchen, Stokley Williams)
4. Who Can You Trust – 5:00 (Keri Lewis)
5. If You Love Me – 6:26 (Keri Lewis)
6. Spanish Eyes – 5:10 (Chris "Daddy" Dave, Jeffrey Allen, Stokley Williams)
7. Is This Pain Our Pleasure – 4:34 (Keri Lewis, Stokley Williams)
8. Call Me – 5:17 (Lawrence Waddell, Stokley Williams)
9. This Day, This Minute, Right Now – 5:17 (Lawrence Waddell)
10. Just the Man for You – 2:42 (Keri Lewis, Stokley Williams)
11. Tonight – 4:09 (Keri Lewis)
12. Leave Me Alone – 14:11 (Stokley Williams)

## Classifiche
| Classifiche (1999) | Posizione massima |
| ------------------ | ----------------- |
| Stati Uniti        | 32                |